# Луций Ноний Калпурний Аспренат
Вижте пояснителната страница за други личности с името Луций Ноний Аспренат.
Луций Ноний Калпурний Аспренат (Торкват) (на латински: Lucius Nonius Calpurnius Asprenas, Torquatus) е политик на Римската империя.

## Биография
Произлиза от фамилията Нонии, клон Аспренат. Фамилията Нонии Аспренат са роднини на император Тиберий. Вероятно е внук на Луций Ноний Аспренат (консул 6 г.) и Калпурния (* 25 пр.н.е.), дъщеря на Луций Калпурний Пизон Понтифекс (консул 15 пр.н.е.). Роднина е на Луций Ноний Аспренат (консул 29 г.), Публий Ноний Аспренат (консул 38 г.) и на Ноний Аспренат Калпурний Торкват.
Женен е за Ария Калпурния. Двамата имат син Луций Ноний Калпурний Торкват Аспренат (консул през 94 г. и 128 г.), който е баща на Торквата, която се омъжва за Луций Помпоний Бас (суфектконсул 118 г.).
Той е суфектконсул между 70 и 74/78 г.